# Giovanni Giustino Ciampini
Giovanni Giustino Ciampini (Roma, 13 aprile 1633 – Roma, 12 luglio 1698) è stato uno storico, matematico, giornalista, archeologo e scienziato italiano.

## Biografia

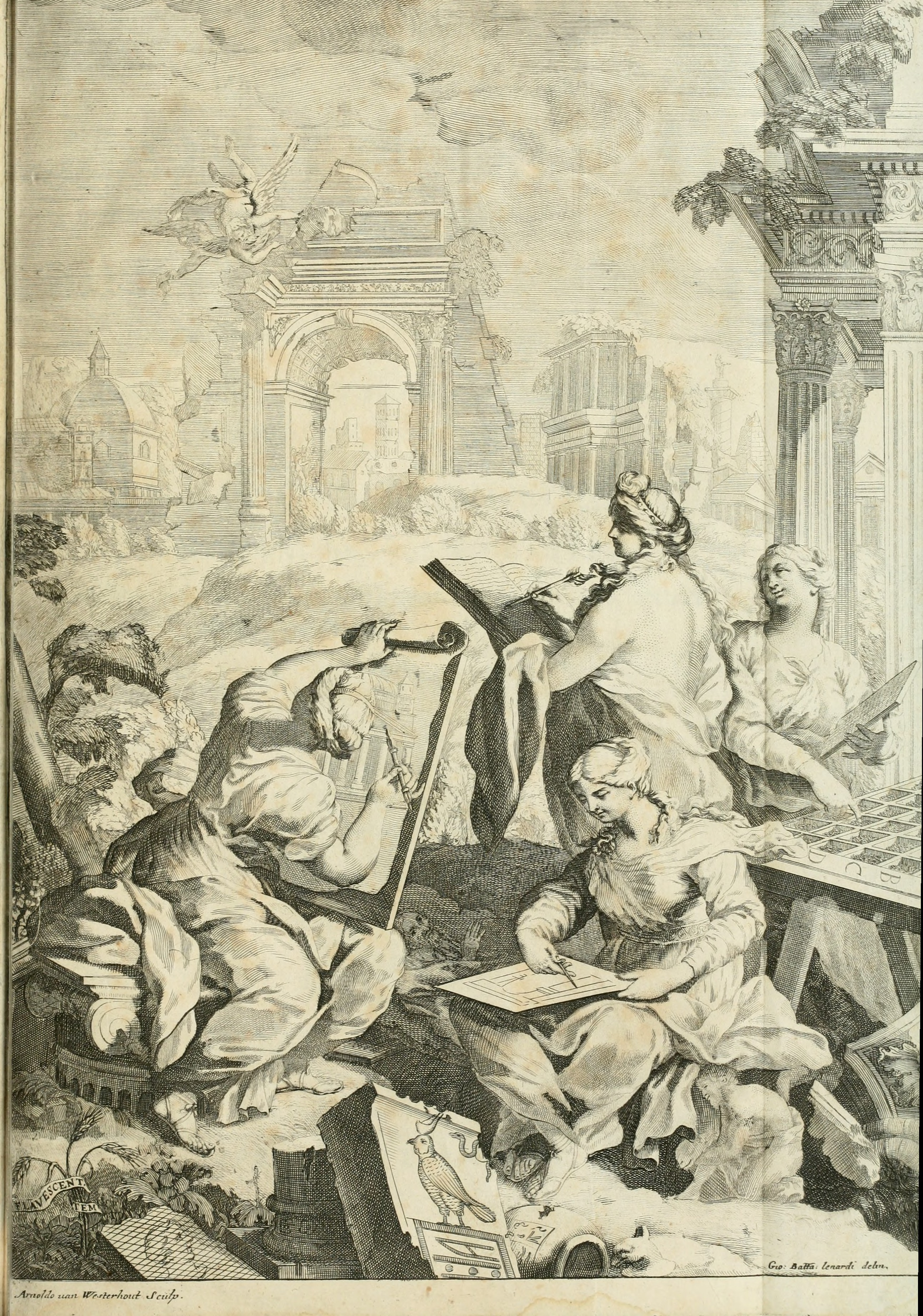
Antiporta dei Vetera monimenta di Giovanni Giustino Ciampini (1690).

Figlio del cittadino romano di origine valtellinese Antonio Ciampini e di Margherita Taglietti, già all'età di dodici anni sviluppa una precoce passione per le lettere e la storia. Tale passione diventa, in seguito alla morte in pochi mesi dei due genitori, enorme e smodata tanto da portarlo alla malattia. In seguito alla guarigione si dedica allo studio delle materie legali, che però non lo soddisfano. Decide di dedicarsi agli uffici della Cancelleria Apostolica dove svolge un lavoro scrupoloso.
Nel 1656, in seguito alla peste, si trasferisce a Macerata, ove si laurea in diritto. Segue il ritorno a Roma dove inizia un periodo di intensi studi e collaborazioni con altri studiosi, tra cui Michel Antoine Baudrand.
Dal 1675 al 1681 dirige una nuova edizione del Giornale de' Letterati, la prima rivista italiana specializzata in argomenti letterari, fondata nel 1668 dall'abate Francesco Nazzari. Nel 1669 viene nominato Direttore dei Brevi di Grazia e Prefetto dei Brevi di Giustizia e veste l'abito prelatizio.
Negli anni seguenti il Ciampini amplia e diversifica i suoi studi. Si dedica ai resti dell'antica Roma e ai suoi monumenti, traduce e spiega scritte, iscrizioni, emblemi. I suoi interessi includono anche lo studio antropologico di molti popoli, le loro usanze e il loro ordinamento giuridico e religioso. Si dedica anche con successo allo studio della Meccanica.
Nel 1671 fonda l'Accademia Ecclesiastica detta in seguito dei Concili, che si occupa di argomenti legati alla Morale, agli studi di storia ecclesiastica e allo studio della religione.
Nel 1677 Ciampini, ispirandosi alla fiorentina Accademia del cimento, fondò l'Accademia Fisico-matematica, dedicata allo studio delle scienze naturali e della matematica. Ciampini la dotò dei più avanzati strumenti dell'epoca come microscopi, cannocchiali, telescopi, che permisero ai suoi membri di ottenere ottimi risultati. Sebbene non avesse uno statuto ufficiale (anche il suo nome cambiò nel tempo), le riunioni l'Accademia si diede regole rigide. I membri si riunivano ogni settimana, uno dei membri fungeva da segretario e le discussioni e i suggerimenti per ulteriori ricerche venivano accuratamente annotati in un grande quaderno ancora in parte esistente. Tra i membri dell'Accademia si annoverano alcuni dei più brillanti studiosi attivi a Roma in quel periodo come Giovanni Antonio Borrelli, Raffaele Fabretti, Luca Antonio Porzio, Cornelis Jansz Mejjer e il gesuita Francesco Eschinardi. L'Accademia Fisico-matematica era in stretto contatto con l'astronomo italiano Giovanni Domenico Cassini, responsabile dell'osservatorio dell'Accademia francese delle scienze. Octavian Pulleyn, fu inviato a Roma dalla Royal Society nel maggio del 1680 al fine di allacciare una regolare corrispondenza con l'istituto londinese. Attraverso i suoi contatti internazionali e grazie alla pubblicazione del Giornale de' Letterati, l'Accademia informava gli studiosi e gli scienziati europei delle sue ricerche. Nel corso degli anni le pubblicazioni dei soci aumentarono notevolmente.
Ciampini si occupa molto assiduamente anche di archeologia, continuando la scuola di ricerca archeologica iniziata da Onofrio Panvinio e Antonio Bosio e proseguita da Fabretti, Boldetti e Bottari. Verso la fine del secolo Ciampini dedicò alla figura di Costantino il Grande quale costruttore e fondatore di chiese una sintesi storica ricchissima di materiale e illustrata con calcografie, completa di tutte le chiese di costruzione costantiniana non solo a Roma, ma in tutte le zone dell'Impero Romano, in cui si tiene anche conto dell'ampia tradizione letteraria riferita a Costantino il Grande: De sacris aedificiis a Constantino Magno constructis. Synopsis historica, Romae 1693.
Nel 1698 in seguito ad un esperimento, si espone ai fumi del mercurio. Muore dopo alcuni giorni di agonia il 12 luglio.
Proprietario di un casale in località Ad Decimum ai piedi dei Castelli romani, alla sua morte sulle mappe catastali viene indicato come Il casale di Ciampino e il vasto territorio agricolo nei suoi pressi viene indicato con il nome di Vigna Ciampini. Da lì, l'agglomerato urbano prende il nome di Ciampino, oggi cittadina ai piedi dei castelli romani e confinante con Roma.

## Galleria d'immagini

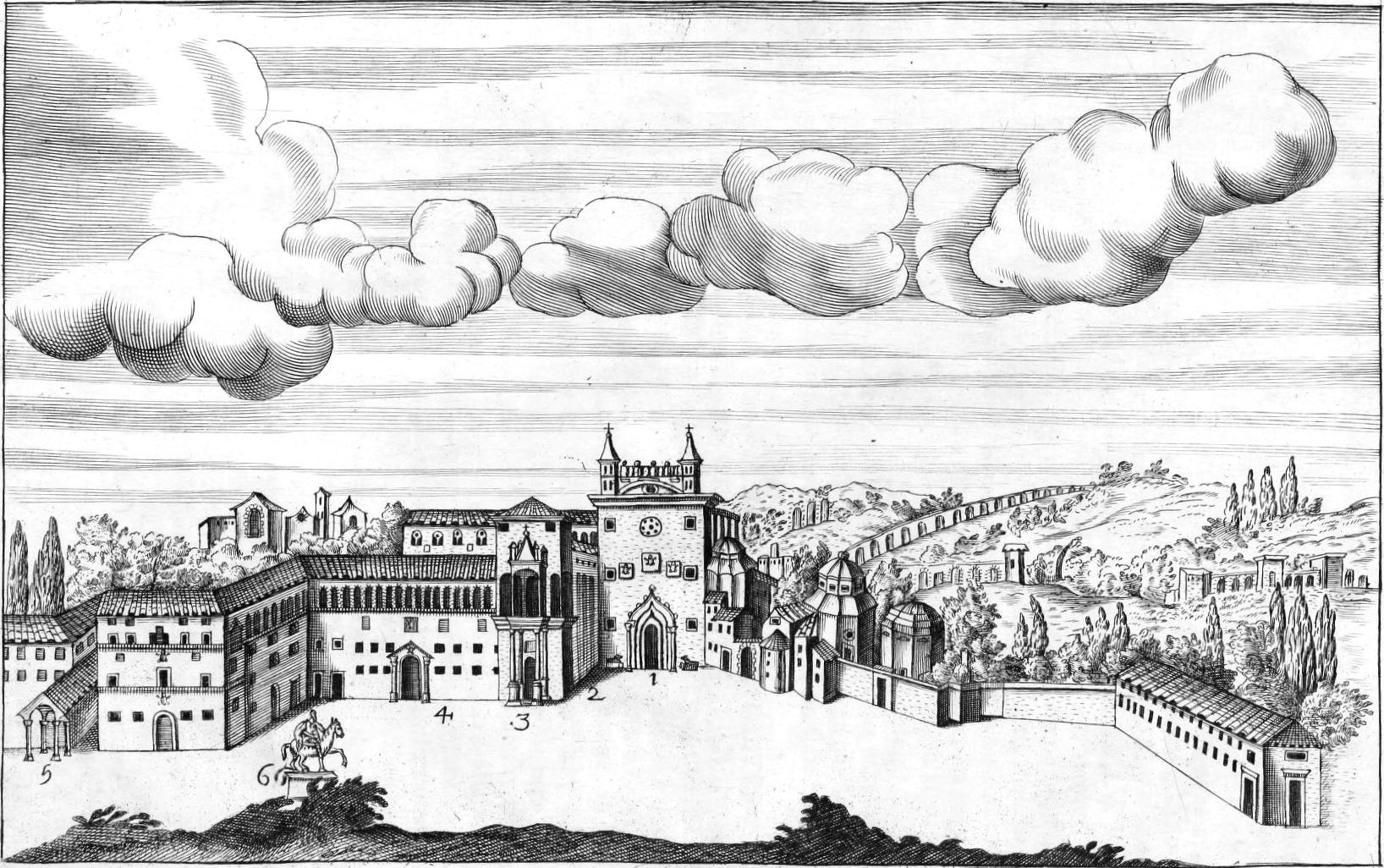
Palazzo del Laterano in De Sacris aedificiis a Constantino Magno constructis (1693)
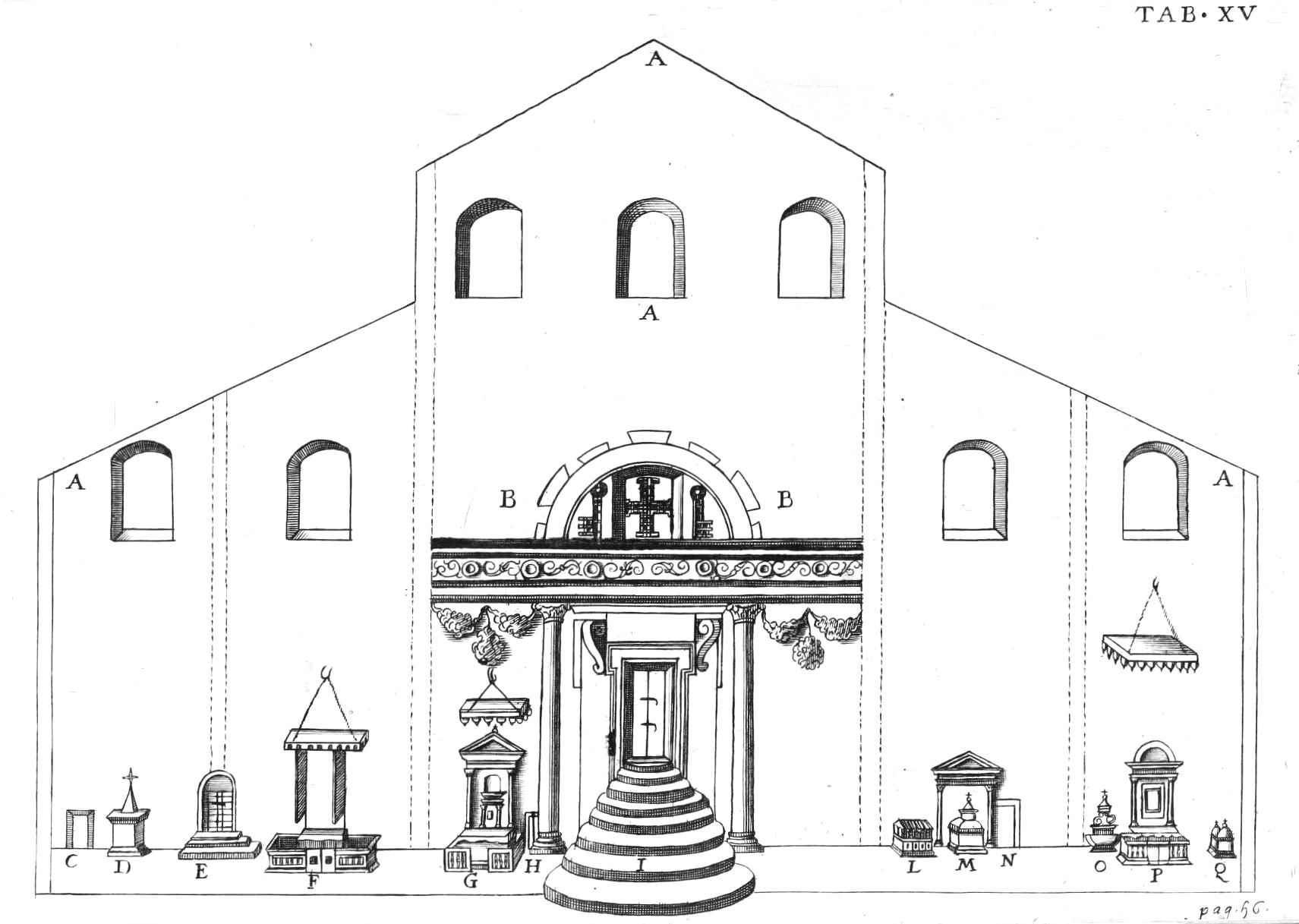
Interno dell'Antica basilica di San Pietro in Vaticano in De Sacris aedificiis a Constantino Magno constructis (1693)
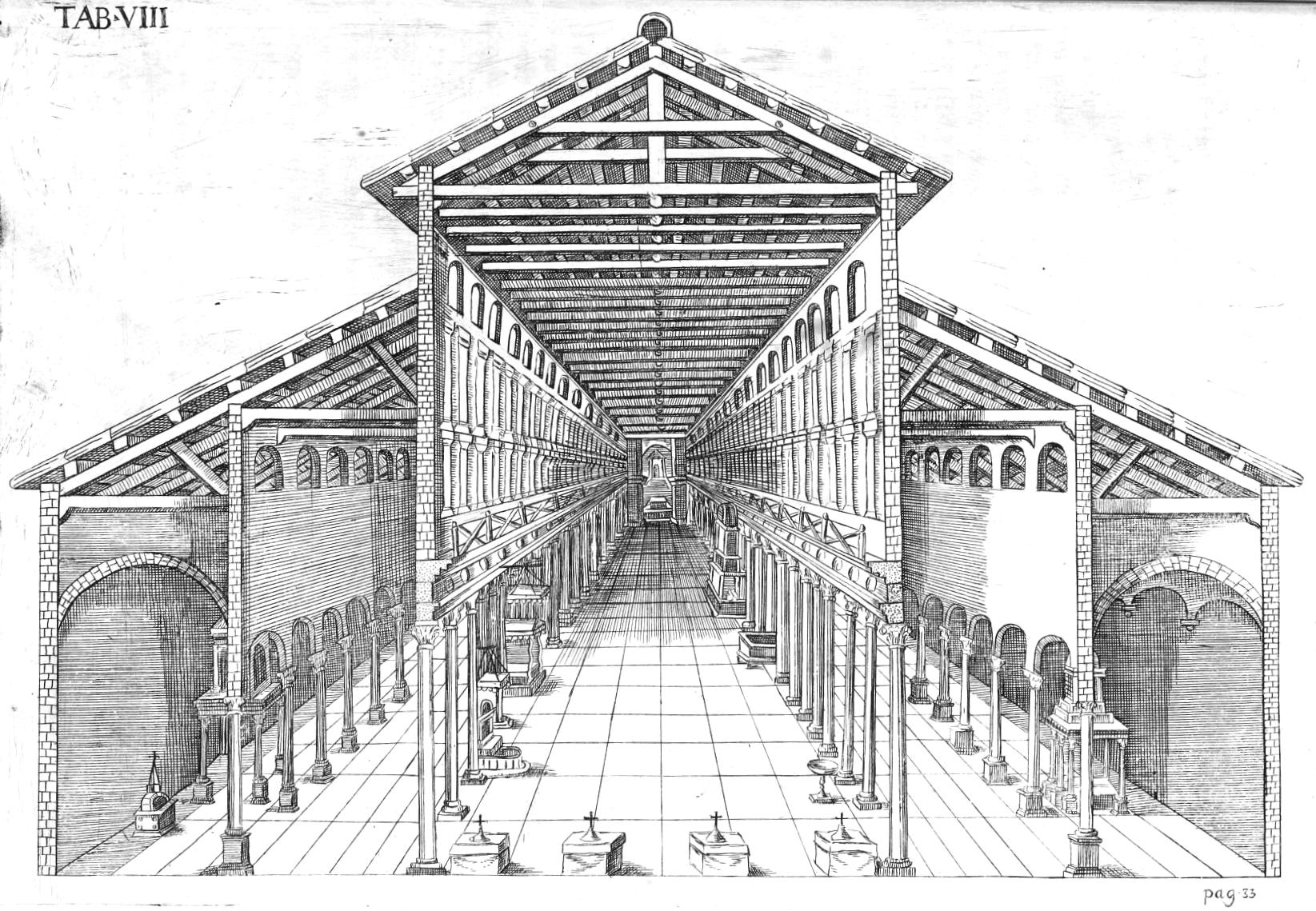
Interno dell'Antica basilica di San Pietro in Vaticano in De Sacris aedificiis a Constantino Magno constructis (1693)
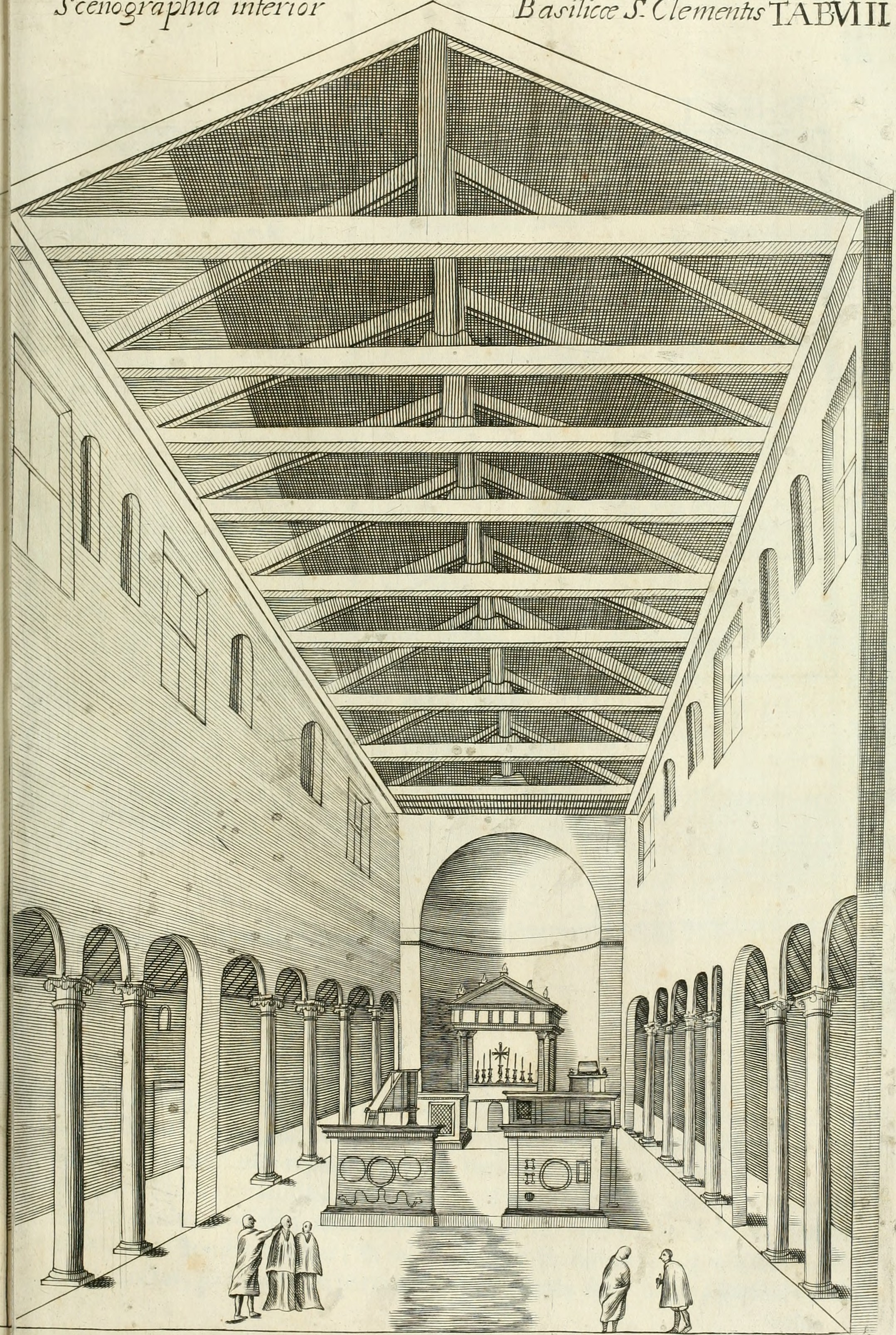
Interno della Basilica di San Clemente al Laterano in Vetera Monimenta (1690)

## Opere maggiori
- Giovanni Giustino Ciampini, Discorso tenuto da N.N. nell'accademia Fisicomatematica romana. Con occasione della cometa apparsa il mese d'Agosto del presente anno 1682. ed osseruazione sopra di essa fatte in Roma, Roma, per Nicolò Angelo Tinassi, 1682. URL consultato il 29 marzo 2020.
- Giovanni Giustino Ciampini, Nuoue inuentioni di tubi ottici dimostrate nell'Accademia Fisicomatematica romana l'anno 1686, Roma, 1686. URL consultato il 29 marzo 2020.
- (LA) Giovanni Giustino Ciampini, Examen libri Pontificalis, sive vitarum Romanorum Pontificum, quae sub nomine Anastasii Bibliothecarii circumferuntur, cum catalogo S. Romanae Ecclesiae Bibliothecariorum iuxta chronologicum ordinem, Romae, ex typographia Ioannis Iacobi Komarek, 1688. URL consultato il 29 marzo 2020.
- (LA) Giovanni Giustino Ciampini, Parergon ad examen Libri Pontificalis, sive Epistola Pii II ad Carolum VII Regem Franciae ab Haereticis depravata et a Launoiana calumnia vindicata, Romae, ex typographia Ioannis Iacobi Komarek, 1688. URL consultato il 29 marzo 2020.
- (LA) Giovanni Giustino Ciampini, Vetera monimenta: in quibus praecipuè musiva opera sacrarum, profanarumque aedium structura, ac nonnulli antiqui ritus, dissertationibus, iconibusque illustrantur, vol. 1, Romae, ex typographia Joannis Jacobi Komarek Bohemi, apud S. Angelum custodem, 1690. URL consultato il 18 giugno 2019.
- (LA) Giovanni Giustino Ciampini, De incombustibili lino sive Lapide amianto deque illius filandi modo, Romae, typis reu. Camerae Apostolicae, 1691. URL consultato il 29 marzo 2020.
- (LA) Giovanni Giustino Ciampini, De sacris aedificiis a Constantino Magno constructis: Synopsis historica, Romae, J.J. Komarek, 1693. URL consultato il 18 giugno 2019.
- (LA) Giovanni Giustino Ciampini, De Cruce stationali Investigatio historica, Romae, Buagni, 1694. URL consultato il 1º dicembre 2019.
- (LA) Giovanni Giustino Ciampini, Vetera monimenta: in quibus praecipuè musiva opera sacrarum, profanarumque aedium structura, ac nonnulli antiqui ritus, dissertationibus, iconibusque illustrantur, vol. 2, Romae, ex typographia Bernabò, 1699 (opera postuma). URL consultato il 18 giugno 2019.